# Rotterdam Open 1995
Il Rotterdam Open 1995, conosciuto anche con il nome di ABN AMRO World Tennis Tournament 1995 per motivi di sponsorizzazione, è stato un torneo di tennis giocato sul sintetico indoor. È stata la 22ª edizione del Rotterdam Open, facente parte della categoria ATP World Series nell'ambito dell'ATP Tour 1995. Si è giocato all'Ahoy Rotterdam indoor sporting arena di Rotterdam in Olanda Meridionale, dal 27 febbraio al 6 marzo 1995.

## Campioni

### Singolare
Richard Krajicek ha battuto in finale  Paul Haarhuis con il punteggio di 7–6(5), 6–4

### Doppio
Martin Damm /  Anders Järryd hanno battuto in finale  Tomás Carbonell /  Francisco Roig con il punteggio di 6–3, 6–2